# Ozero, Kiverți
Ozero (în ucraineană Озеро) este localitatea de reședință a comunei Ozero din raionul Kiverți, regiunea Volînia, Ucraina.

## Demografie
Componența lingvistică a localității Ozero
     Ucraineană (98,12%)
     Rusă (1,16%)
     Alte limbi (0,72%)
Conform recensământului din 2001, majoritatea populației localității Ozero era vorbitoare de ucraineană (98,12%), existând în minoritate și vorbitori de rusă (1,16%).